# Pfaffia reticulata
Pfaffia reticulata là loài thực vật có hoa thuộc họ Dền. Loài này được (Seub.) Kuntze miêu tả khoa học đầu tiên năm 1891.